# Eugen Nilsson
Hugo Eugen Nilsson, född 18 oktober 1885 i S:t Olai församling i Norrköping, död av slaganfall 5 september 1924 i Maria Magdalena församling i Stockholm, var en svensk skådespelare och sångare.
Han debuterade 1905 på Folkteatern i Norrköping och var 1907–1907 engagerad hos Axel Engdahl och senare även hos Ernst Rolf. Han medverkade i totalt nio filmer mellan åren 1912 och 1924. Han var även verksam som sångare och spelade in tiotalet skivor.
Han var gift med skådespelaren Ingeborg Nilsson.

## Filmografi
- 1912 – Kolingens galoscher
- 1912 – Samhällets dom
- 1912 – Två bröder
- 1912 – Två svenska emigranters äfventyr i Amerika
- 1919 – Ingmarssönerna
- 1922 – Anderssonskans Kalle
- 1922 – Thomas Graals myndling
- 1924 – Dan, tant och lilla fröken Söderlund
- 1924 – Löjen och tårar

## Teater

### Roller (ej komplett)

Eugen Nilsson och Maria Sjöberg i pjäsen 33,333 på Folkteatern, Stockholm 1911.

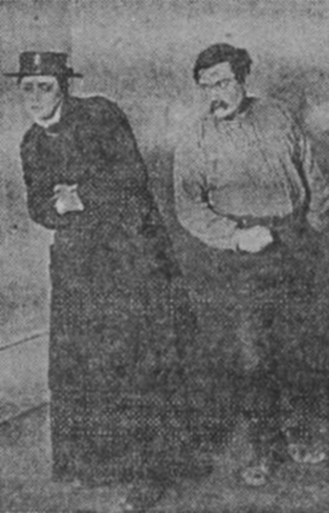
Tollie Zellman och Eugen Nilsson i John Galsworthys Silverasken på Folkteatern 1915.

| År   | Roll                              | Produktion                                                                  | Regi                     | Teater           |
| ---- | --------------------------------- | --------------------------------------------------------------------------- | ------------------------ | ---------------- |
| 1910 | Patron Vilke                      | Småstadsfolk Algot Sandberg                                                 |                          | Folkteatern      |
| 1910 | Kalfaktorn                        | Lidingökungen Harald Leipziger                                              |                          | Folkteatern      |
| 1911 | Thure-Gabriel Silfverstååhl       | Här ska valsas, revy Oscar Hemberg, Otto Hellkvist                          |                          | Folkteatern      |
| 1911 |                                   | Julklappen (En julegave) Walter Christmas                                   |                          | Folkteatern      |
| 1911 |                                   | Papageno Rudolf Kneissl                                                     |                          | Folkteatern      |
| 1911 |                                   | Ljusets riddarvakt Ture Nerman                                              |                          | Folkteatern      |
| 1911 | Hoff                              | 33.333 Algot Sandberg                                                       |                          | Folkteatern      |
| 1912 | Medverkande                       | Ostindiska kompaniet eller Vad ni vill?, revy Oscar Hemberg, Otto Hellkvist |                          | Folkteatern      |
| 1914 | Ivar Andersson                    | Pojkarna på Storholmen Sigurd Wallén                                        |                          | Folkteatern      |
| 1914 |                                   | Dagen efter Axel Breidahl                                                   |                          | Folkteatern      |
| 1914 |                                   | Diamantstölden Otto Witt                                                    |                          | Folkteatern      |
| 1914 |                                   | En kaféflicka Björn Hodell                                                  |                          | Folkteatern      |
| 1914 | Andersson                         | Andersson, Pettersson och Lundström Frans Hodell                            |                          | Folkteatern      |
| 1915 | Pastorn                           | Fröken Tralala Jean Gilbert, Georg Okonkowski och Leo Leipziger             |                          | Folkteatern      |
| 1915 | Jones, arbetslös                  | Silverasken John Galsworthy                                                 |                          | Folkteatern      |
| 1915 |                                   | Kring kvinnan                                                               |                          | Folkteatern      |
| 1915 |                                   | Kvarnen vid storgården Paul Hallström                                       |                          | Folkteatern      |
| 1915 |                                   | Lika barn leka bäst Sigurd Wallén                                           |                          | Folkteatern      |
| 1915 |                                   | Tattar-Ingrid Algot Sandberg, regi Algot Sandberg                           |                          | Folkteatern      |
| 1915 | Chokladfabrikören                 | I mobiliseringstider Gustav von Moser                                       |                          | Folkteatern      |
| 1916 | Jobbarechefen                     | Här jobbas, revy Otto Hellkvist                                             |                          | Folkteatern      |
| 1916 |                                   | Frun av stånd och frun i ståndet Frans Hedberg                              |                          | Folkteatern      |
| 1916 | Nigger-Jim                        | Yon Yonson Algot Sandberg                                                   |                          | Folkteatern      |
| 1917 | Willehad Schubert                 | Nybroplan 2 Oscar Engel och A.F.V Körber                                    | Axel Hultman             | Södra Teatern    |
| 1918 | Wärnman Kålle Hansson Den nervöse | Tokstollar, revy Emil Norlander                                             |                          | Södra Teatern    |
| 1918 |                                   | Filmkungen, eller Klockan 8 börjar revolutionen, revy Emil Norlander        | Axel Hultman             | Kristallsalongen |
| 1920 | Medverkande                       | Kvinnan du gav mig, revy Ernst Rolf                                         | Ernst Rolf Einar Fröberg | Intima teatern   |
| 1921 | Orfeus                            | Än leva de gamla gudar Otto Hellkvist                                       | Svasse Bergqvist         | Vasateatern      |
| 1923 |                                   | Ebberöds bank Axel Breidahl och Axel Frische                                | Sigurd Wallén            | Södra Teatern    |

### Fotnoter
1. ↑  ”Eugen Nilsson död”. Dagens Nyheter:  s. 8. 7 september 1924. http://arkivet.dn.se/arkivet/tidning/1924-09-07/244/8. Läst 31 juli 2015.
2. 1 2  ”Eugen Nilsson”. Svensk Filmdatabas. http://sfi.se/sv/svensk-filmdatabas/Item/?type=PERSON&itemid=57484&iv=OVERVIEW&ref=%2ftemplates%2fSwedishFilmSearchResult.aspx%3fid%3d1225%26epslanguage%3dsv%26searchword%3deugen+nilsson%26type%3dPerson%26match%3dBegin%26page%3d1%26prom%3dFalse. Läst 18 februari 2013.
3. ↑  ”Eugen Nilsson”. 78-varvare. http://78-varv.atspace.cc//eugnil.htm. Läst 18 februari 2013.
4. ↑  ”Eugen Nilsson”. Svensk mediedatabas. http://smdb.kb.se/catalog/search?q=eugen+nilsson+typ%3Afonogram-%C3%A4ldre&sort=OLDEST. Läst 18 februari 2013.
5. ↑  ”Ingeborg Nilsson”. Svensk Filmdatabas. Arkiverad från originalet den 5 september 2017. https://web.archive.org/web/20170905141605/http://sfi.se/sv/svensk-filmdatabas/Item/?type=PERSON&itemid=57517. Läst 18 februari 2013.
6. ↑  ”Teater, konst, litteratur”. Dagens Nyheter:  s. 7. 24 september 1910. https://arkivet.dn.se/sok/?searchTerm=&fromPublicationDate=1910-09-24&toPublicationDate=1910-09-24. Läst 8 augusti 2015.
7. ↑  ”Teater, konst, litteratur”. Dagens Nyheter:  s. 5. 20 oktober 1910. http://arkivet.dn.se/arkivet/tidning/1910-10-20/14532/5. Läst 19 juli 2015.
8. ↑  ”Nyårsdagen – premiärernas dag; januariprogrammen och revyerna: Folkteatern”. Dagens Nyheter:  s. 6. 2 januari 1911. http://arkivet.dn.se/arkivet/tidning/1911-01-02/14603/6. Läst 6 februari 2015.
9. ↑  O.H. (15 oktober 1911). ”Teater och musik: Folkteatern”. Aftonbladet:  s. 4. https://tidningar.kb.se/p714t9c11f59f8k/part/1/page/4. Läst 21 april 2024.
10. ↑  ”Teater, konst, litteratur”. Dagens Nyheter:  s. 8. 5 november 1911. http://arkivet.dn.se/arkivet/tidning/1911-11-05/14903/8. Läst 19 juli 2015.
11. ↑  ”Teater, konst, litteratur”. Dagens Nyheter:  s. 6. 25 augusti 1911. http://arkivet.dn.se/arkivet/tidning/1911-08-25/14831/6. Läst 2 augusti 2015.
12. ↑  ”Teater, konst, litteratur”. Dagens Nyheter:  s. 6. 17 november 1911. http://arkivet.dn.se/arkivet/tidning/1911-11-17/14915/6. Läst 19 juli 2015.
13. ↑  ”Premiären på Folkteaterns påskrevy!”. Dagens Nyheter:  s. 8. 10 april 1912. http://arkivet.dn.se/arkivet/tidning/1912-04-10/15053/8. Läst 19 juli 2015.
14. ↑  ”Teater, konst, litteratur”. Dagens Nyheter:  s. 7. 6 oktober 1914. https://arkivet.dn.se/sok/?searchTerm=&fromPublicationDate=1914-10-06&toPublicationDate=1914-10-06. Läst 15 juli 2015.
15. ↑  ”Teater, konst, litteratur”. Dagens Nyheter:  s. 6. 23 oktober 1914. https://arkivet.dn.se/tidning/1914-10-23/15956/6. Läst 25 december 2020.
16. ↑  ”Teater, konst, litteratur”. Dagens Nyheter:  s. 8. 6 november 1914. https://arkivet.dn.se/tidning/1914-11-06/15970/8. Läst 25 december 2020.
17. ↑  Mae (22 november 1914). ”Folkteaterns premiärer”. Dagens Nyheter:  s. 7. https://arkivet.dn.se/tidning/1914-11-22/15986/7. Läst 25 december 2020.
18. ↑  ”Teater, konst, litteratur”. Dagens Nyheter:  s. 5. 27 december 1914. https://arkivet.dn.se/tidning/1914-12-27/16019/5. Läst 25 december 2020.
19. ↑  ”"Fröken Tralala" på Folkteatern”. Dagens Nyheter:  s. 9. 17 januari 1915. http://arkivet.dn.se/arkivet/tidning/1915-01-17/15A/9. Läst 15 juli 2015.
20. ↑  ”Teater, konst, litteratur”. Dagens Nyheter:  s. 6. 14 april 1915. http://arkivet.dn.se/arkivet/tidning/1915-04-14/99a/6. Läst 15 juli 2015.
21. ↑  ”Folkteatern”. Dagens Nyheter:  s. 6. 6 maj 1915. https://arkivet.dn.se/sok/?searchTerm=&fromPublicationDate=1915-05-06&toPublicationDate=1915-05-06. Läst 15 juli 2015.
22. ↑  ”Teater, konst, litteratur”. Dagens Nyheter:  s. 8. 27 augusti 1915. https://arkivet.dn.se/tidning/1915-08-27/231A/8. Läst 25 december 2020.
23. ↑  Bo Bergman (16 september 1915). ”'Lika barn leka bäst' på Folkteatern”. Dagens Nyheter:  s. 7. https://arkivet.dn.se/tidning/1915-09-16/251A/7. Läst 25 december 2020.
24. ↑  ”Teater, konst, litteratur”. Dagens Nyheter:  s. 9. 8 oktober 1915. http://arkivet.dn.se/arkivet/tidning/1915-10-08/273A/9. Läst 15 juli 2015.
25. ↑  ”Teater, konst, litteratur”. Dagens Nyheter:  s. 9. 24 oktober 1915. http://arkivet.dn.se/arkivet/tidning/1915-10-24/289A/9. Läst 15 juli 2015.
26. ↑  Dick. (2 januari 1916). ”Nyårspremiärer”. Dagens Nyheter:  s. 1. http://arkivet.dn.se/arkivet/tidning/1916-01-02/1/1. Läst 20 juli 2015.
27. ↑  ”Teater, konst, litteratur”. Dagens Nyheter:  s. 6. 5 april 1916. https://arkivet.dn.se/tidning/1916-04-05/93/6. Läst 25 december 2020.
28. ↑  ”Teater, konst, litteratur”. Dagens Nyheter:  s. 9. 28 april 1916. https://arkivet.dn.se/tidning/1916-04-28/114/9. Läst 25 december 2020.
29. ↑  Erik Ljungberger, red (1918). ”Teateralmanack”. Svenska scenen (1):  sid. 12. https://sv.wikisource.org/wiki/Sida:Svenska_scenen_01-1918.pdf/12. Läst 11 juni 2016.
30. ↑  Erik Ljungberger, red (1918). ”Teateralmanack”. Svenska scenen (2):  sid. 12. https://sv.wikisource.org/w/index.php?title=Svenska_scenen_2,_1918&oldid=174993. Läst 9 juli 2015.
31. ↑  ”Filmkungen eller Kl. 8 börjar revolusitionen”. Musikverket. https://calmview.musikverk.se/CalmView/Record.aspx?src=CalmView.Performance&id=P16960&pos=2. Läst 21 april 2024.
32. ↑  ”Kvinnan du gav mig: Rolfs revypremiär på Intima teatern”. Dagens Nyheter:  s. 6. 26 juni 1920. http://arkivet.dn.se/arkivet/tidning/1920-06-26/168/6. Läst 23 maj 2016.
33. ↑  ”Teater Musik”. Dagens Nyheter:  s. 7. 31 maj 1921. http://arkivet.dn.se/arkivet/tidning/1921-05-31/143/7. Läst 22 juli 2015.
34. ↑  ”Teater och Musik”. Dagens Nyheter:  s. 6. 28 augusti 1923. http://arkivet.dn.se/arkivet/tidning/1923-08-28/232/6. Läst 26 juli 2015.